# Harmattan

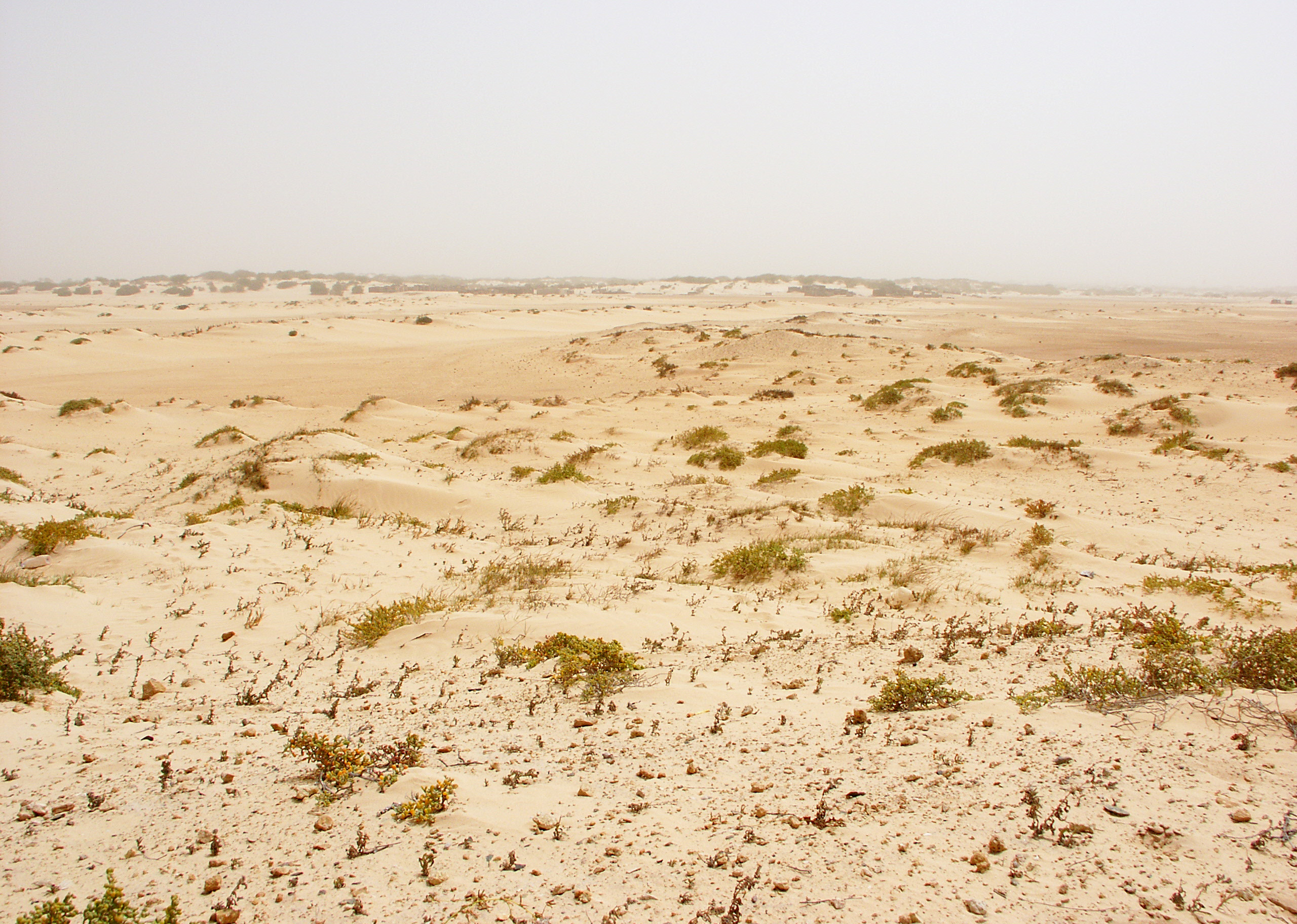
Harmattan sur l'île de Boa Vista au Cap-Vert.

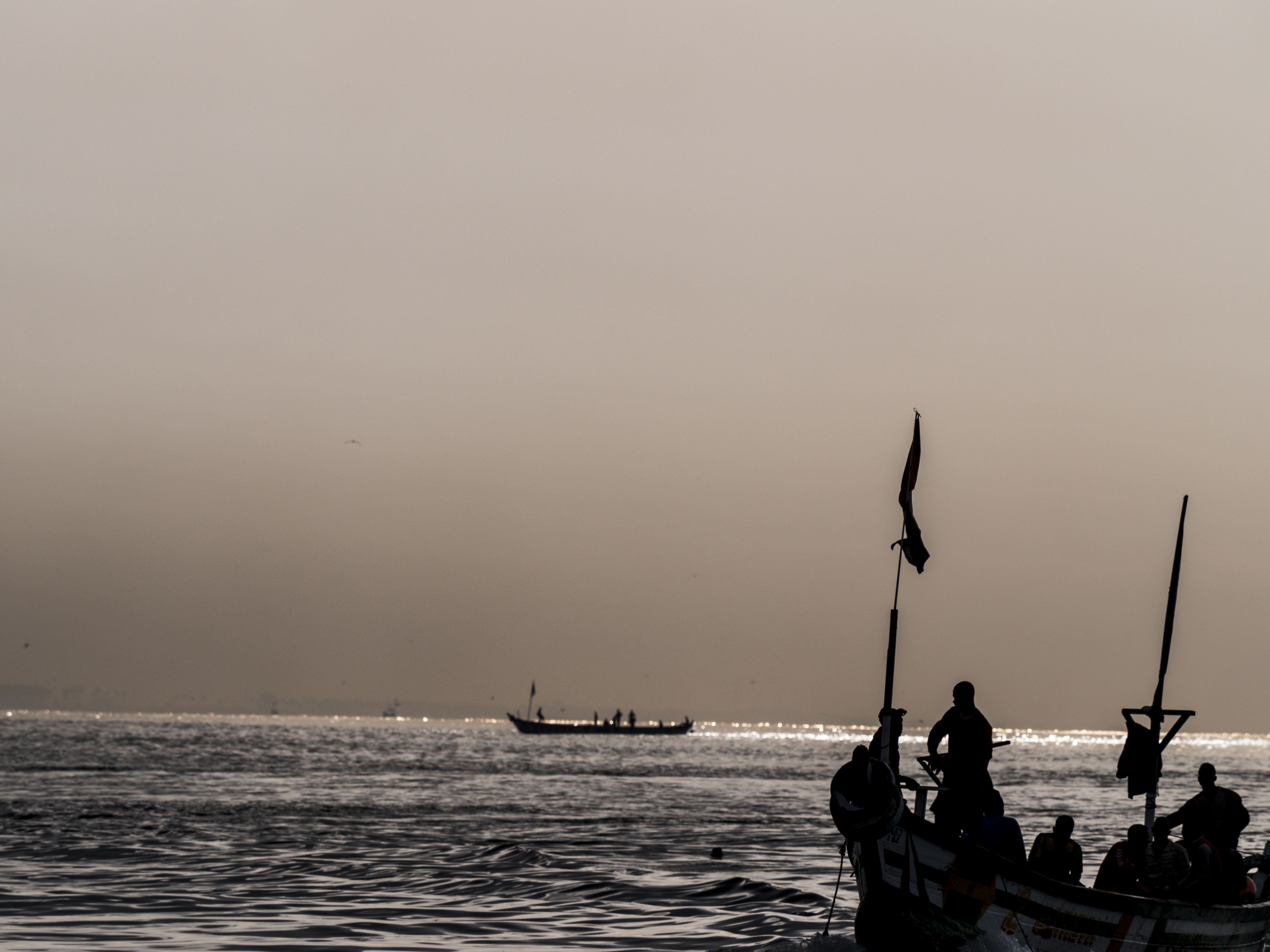
Pêcheurs de Côte d'Ivoire sortant à l'aube sous un ciel chargé de sable en provenance du Sahara.

Pour les articles homonymes, voir Harmattan (homonymie).
L'harmattan est, au Sahara et en Afrique centrale et de l'Ouest, un vent du nord-est, très chaud le jour, plus froid la nuit, très sec et le plus souvent chargé de poussière. C'est un alizé continental. Il souffle vers le sud-ouest en provenance du Sahara et affecte le golfe de Guinée en hiver, entre la fin novembre et le milieu du mois de mars. L'harmattan est associé au régime anticyclonique (haute pression barométrique) habituel de la saison sèche des climats tropicaux : il a pour origine l'anticyclone de Libye, alors que l'alizé maritime du nord-ouest frais et humide, ayant pour origine l'anticyclone des Açores, intéresse surtout le Sénégal et la Mauritanie, et que le flux de mousson du sud-ouest est lié à l'anticyclone de Sainte-Hélène migrant vers l'équateur. L'harmattan donne un ciel clair, et une très forte luminosité bien que parfois réduite par les poussières atmosphériques. Lorsque l'harmattan souffle, l'inhibition pluviométrique qui l'accompagne est absolue.
Parcourant de grandes distances au-dessus des étendues désertiques, ce vent sec se charge petit à petit de fines particules de sable et de poussière surchauffées en journée. Lorsque son intensité est très forte, c'est lui qui crée ces 'vents de sable' dont les plus intenses peuvent limiter la visibilité à quelques mètres et interdire momentanément le trafic aérien au Sahara et au Sahel, car ils entraînent la fermeture des aéroports. Au Tchad, la cuvette du Borkou, en particulier la région dite du Bodélé, aux larges surfaces de diatomites et d'argiles, constituent l'une des principales sources mondiales de poussières. Celles-ci peuvent se retrouver jusque dans la cuvette amazonienne, dont elles enrichissent les sols. Au Sahara et au Sahel, les températures par temps d'harmattan sont glaciales en hiver, en raison de la sécheresse de l'air et de la faible insolation, et suffocantes à partir de mars-avril, si l'air est fortement chargé de poussières.
En Afrique de l'Ouest, cet alizé continental, provenant des hautes pressions subtropicales centrées sur l'ensemble du Sahel-Sahara, est ressenti parfois jusque dans les zones côtières comme un vent du désert, desséchant et poussiéreux. Par temps d'harmattan, les nuits sont fraîches voire un peu froides comme pendant l'hiver au désert, mais l'air s'échauffe très rapidement avec le soleil ; la chaleur brûlante et sèche venue du nord s'abat brusquement, et l'écart diurne de la température atteint 20 °C à 30 °C à cause de l'extrême siccité de l'air (l'humidité relative tombe souvent en dessous de 10 % aux heures les plus chaudes). Ce vent du désert est donc très redouté par les habitants.
Le moment de son apparition saisonnière (entre la fin de novembre et le début de janvier), sa durée et son intensité peuvent fortement influencer la production agricole de l'Afrique occidentale. En effet, il repousse le front intertropical (FIT) au-dessus du golfe de Guinée et empêche ou diminue grandement les précipitations pluvieuses sur l'ensemble de la région.
On a remarqué pendant sa présence une nette augmentation des accidents de la circulation et des accidents aériens. Les hôpitaux signalent aussi un nombre plus important d'hospitalisations, pour des motifs divers :
- migraines ;
- poussées d'hypertension artérielle ;
- bronchites ;
- troubles psychiques, décompensation psychiatrique (agitation, dépression, etc.).

Par ailleurs, il favorise la propagation des épidémies de méningite (à Neisseria meningitidis), à la fois parce qu'il en véhicule la bactérie dans ses poussières et parce que sa sécheresse fragilise les voies respiratoires.